# Oscar Ortiz
Oscar Alberto Ortiz (født 8. april 1953 i Chacabuco, Argentina) er en tidligere argentinsk fodboldspiller, der som midtbanespiller på Argentinas landshold var med til at vinde guld ved VM i 1978 på hjemmebane. Han spillede i alt 23 landskampe og scorede tre mål.
På klubplan spillede Ortiz primært for San Lorenzo og River Plate, som han tilsammen vandt hele otte argentinske mesterskaber med. Han var desuden tilknyttet Huracán og Independiente samt brasilianske Grêmio.

## Titler
Primera División de Argentina
- 1972 (Metropolitano), 1972 (Nacional) og 1974 (Nacional) med San Lorenzo
- 1977 (Metropolitano), 1979 (Metropolitano), 1979 (Nacional), 1980 (Metropolitano) og 1983 (Metropolitano) med River Plate

VM
- 1978 med Argentina